# Salmo 23

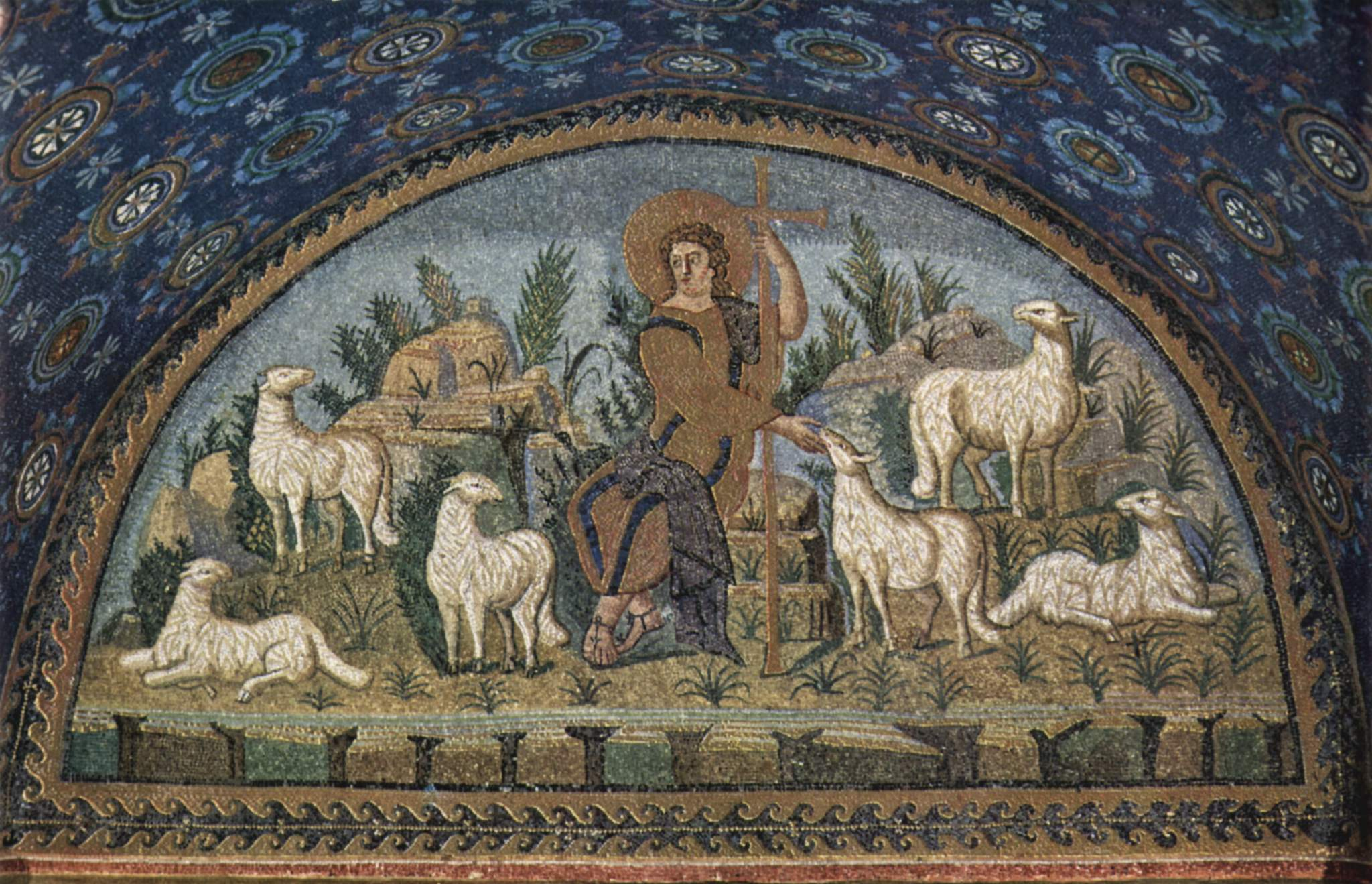
Gesù buon pastore. Mausoleo di Galla Placidia, Ravenna.

Il Salmo 23 (numerazione greca: salmo 22) è uno dei salmi più conosciuti e una delle pagine più lette dell'Antico Testamento. In esso, l'autore (Davide), identificato della soprascritta del salmo stesso, descrive Dio come il suo pastore;

## Tema e testo
Dio viene descritto nel ruolo di protettore e fornitore di alimento. Il salmo è normalmente recitato e cantato sia dagli ebrei sia dai cristiani; per i cristiani, il termine Signore è riferito talvolta a Gesù stesso, che nel Vangelo secondo Giovanni si è dichiarato il "Buon Pastore". Secondo il racconto biblico di I Samuele capitolo 16, Davide da ragazzo fu pastore e come tale condusse greggi, lo troviamo come tale a pascere le pecore di suo padre Iesse in un campo presso Betlemme. Grazie alla sua esperienza nella pastorizia il salmo 23, uno degli oltre 70 salmi da lui composti, riflette la conoscenza anche dei più piccoli particolari nell'argomento trattato.
בִּנְא֣וֹת דֶּ֭שֶׁא יַרְבִּיצֵ֑נִי עַל־מֵ֖י מְנֻח֣וֹת יְנַהֲלֵֽנִי׃

נַפְשִׁ֥י יְשׁוֹבֵ֑ב יַֽנְחֵ֥נִי בְמַעְגְּלֵי־צֶ֗֜דֶק לְמַ֣עַן שְׁמֽוֹ׃

גַּ֤ם כִּֽי־אֵלֵ֙ךְ בְּגֵ֪יא צַלְמָ֡וֶת לֹא־אִ֨ירָ֤א רָ֗ע כִּי־אַתָּ֥ה עִמָּדִ֑י שִׁבְטְךָ֥ וּ֜מִשְׁעַנְתֶּ֗ךָ הֵ֣מָּה יְנַֽחֲמֻֽנִי׃

תַּעֲרֹ֬ךְ לְפָנַ֙י׀ שֻׁלְחָ֗ן נֶ֥גֶד צֹרְרָ֑י דִּשַּׁ֖נְתָּ בַשֶּׁ֥מֶן רֹ֜אשִׁ֗י כּוֹסִ֥י רְוָיָֽה׃

אַ֤ךְ׀ ט֤וֹב וָחֶ֣סֶד יִ֭רְדְּפוּנִי כָּל־יְמֵ֣י חַיָּ֑י וְשַׁבְתִּ֥י בְּבֵית־יְ֜הוָ֗ה לְאֹ֣רֶךְ יָמִֽים׃»
(Salmi 23,1-6)
Il salmo, molto noto, sviluppa il tema della fiducia: il filosofo francese Henri Bergson scrisse che la sua lettura gli procurava molto più conforto e luce della lettura delle centinaia di altri libri letti.

## Il salmo nella musica
Le parole di questo salmo sono state sovente messe in musica, in particolare da scrittori di inni. Ad esempio una versione musicata da David Maria Turoldo viene spesso utilizzata nelle funzioni religiose cattoliche delle domeniche del tempo ordinario.

### Musica classica
Versioni musicali del salmo sono state scritte da numerosi compositori classici, tra i quali Johann Sebastian Bach (Coro di apertura della Cantata No.112 Der Herr ist mein getreuer Hirt BWV 112), Franz Schubert e Leonard Bernstein (Chichester Psalms, secondo movimento)
Da ricordare la Fantasia Tonale sul Salmo XXIII del Maestro Filippo Cioni, composta nel 1996.

### Musica contemporanea
La fortuna musicale del salmo è continuata nella musica contemporanea grazie alle rielaborazioni proposte da artisti come Duke Ellington e alle incisioni realizzate da gruppi come i Pink Floyd (Sheep, nell'album Animals), Megadeth (Shadow of Death, nell'album The System has Failed) e gli U2 (Love Rescue Me, nell'album Rattle and Hum) e da cantanti come Alpha Blondy (introduzione, nei concerti, alla canzone Jerusalem), talvolta con intenti provocatori.
Anche la versione originale, in ebraico, è stata musicata, ad esempio nel brano intitolato Gam Gam, di Elie Botbol, che fa parte della colonna sonora - diretta da Ennio Morricone - del film del 1993 Jona che visse nella balena. Il testo della canzone è tratto dal quarto versetto del salmo. 
Inoltre, la canzone Gangsta's Paradise di Coolio (parte della colonna sonora del film Pensieri Pericolosi), inizia con un passaggio di questo salmo.
Mentre in Italia, la canzone omonima Salmo 23 di Salmo, cita una frase di questo salmo con una rivisitazione personale, cambiando "non temerei alcun male", con una frase che dovrebbe dare lo stesso significato, "non avrei paura". D'altronde il famoso rapper sardo ha scelto come nome d'arte proprio Salmo e spesso nei suoi testi cita o rappresenta personaggi religiosi. Nella canzone “Mauri” viene cantato proprio questo salmo come bridge.